# Байша-Гранди-ду-Рибейру

Байша-Гранди-ду-Рибейру на карте штата.

Байша-Гранди-ду-Рибейру (порт. Baixa Grande do Ribeiro) — муниципалитет в Бразилии, входит в штат Пиауи. Составная часть мезорегиона Юго-запад штата Пиауи. Входит в экономико-статистический микрорегион Алту-Парнаиба-Пиауиенси. Население составляет 10 516 человек на 2010 год. Занимает площадь 7808,924 км². Плотность населения — 1,35 чел./км².

## Демография
Согласно сведениям, собранным в ходе переписи 2010 г. Национальным институтом географии и статистики (IBGE), население муниципалитета составляет:
| Полное население                               | Полное население                               | Полное население                               | Полное население                               | 10 516 |
| ---------------------------------------------- | ---------------------------------------------- | ---------------------------------------------- | ---------------------------------------------- | ------ |
| в том числе:                                   | Городское население                            | 6487                                           | Процент городского населения, %                | 61,69  |
|                                                | Сельское население                             | 4029                                           | Процент сельского населения, %                 | 38,31  |
|                                                | Мужское население                              | 5468                                           | Процент мужского населения, %                  | 52,00  |
|                                                | Женское население                              | 5048                                           | Процент женского населения, %                  | 48,00  |
| Плотность населения, чел/км²                   | Плотность населения, чел/км²                   | Плотность населения, чел/км²                   | Плотность населения, чел/км²                   | 1,35   |
| Население муниципалитета в % к населению штата | Население муниципалитета в % к населению штата | Население муниципалитета в % к населению штата | Население муниципалитета в % к населению штата | 0,34   |

По данным оценки 2016 года, население муниципалитета составляет 11 218 жителей.

## Статистика
- Валовой внутренний продукт на 2003 год составляет 18 059 479 реалов (данные: Бразильский институт географии и статистики).
- Валовой внутренний продукт на душу населения на 2003 год составляет 2144,07 реалов (данные: Бразильский институт географии и статистики).
- Индекс развития человеческого потенциала на 2000 год составляет 0,576 (данные: Программа развития ООН).